# ダン・ウェルドン
ダニエル・クライヴ・ウェルドン（Daniel Clive "Dan" Wheldon、1978年6月22日 - 2011年10月16日）は、イングランドのバッキンガムシャー出身のイギリス人レーシングドライバー。2005年のインディカー・シリーズのチャンピオンで、同年、および2011年のインディ500勝者。

## 初期の経歴
4歳のときに父親の資金でカートを始めた。学業年齢の間にレースでの成績を上げていった。イギリス一般中等教育を終了する16歳までベッドフォードスクール（en:Bedford School）に在籍した。フォーミュラカーレースのキャリア初期にウェルドンはジェンソン・バトンと争ったが、アメリカに移住した。これはイギリスでキャリアを進めるにはウェルドンの家庭では充分な資金が供給できなかったからである。1999年にアメリカに移ると、フォーミュラ・フォード2000、トヨタ・アトランティックシリーズ、インディ・ライツなどの下級フォーミュラカーレースに参戦した。

## IRL
2002年、ウェルドンはインディ・レーシング・リーグ(IRL)にステップアップし、パンサー・レーシングより2レースに参戦した。翌2003年にウェルドンはアンドレッティ・グリーン・レーシングに加入した。シーズン中にマイケル・アンドレッティが引退すると後釜に収まり、ルーキー・オブ・ザ・イヤーを獲得した。2004年にはツインリンクもてぎでIRLでの初優勝を挙げるとシーズン3勝を獲得し、チームメイトのトニー・カナーンに続く2位で選手権を終えた。
ウェルドンは2005年のインディ500に勝ち、その年のIRLシリーズチャンピオンも獲得した。このシーズン、ウェルドンは6勝を挙げ、サム・ホーニッシュJrが持っていたシーズン最多勝記録の5勝を更新した。インディ500でのウェルドンの勝利は1966年にグラハム・ヒルが勝利して以来のイングランド人による優勝だった。ウェルドンは「私はレターマン（のトークショウ）とグッド・モーニング・アメリカに出演し、もしかすると全部の州でラジオのインタビューが流れたかも知れない。ヤンキース、メッツ、カブスの試合では始球式でボールを投げた。私はクルマの中で休息を取った」と述べた。しかし2005年11月に、ウェルドンは翌2006年シーズンはチップ・ガナッシ チームでドライブすると発表された。ガナッシでの最初のテストを行った直後、ウェルドンはガナッシでのチームメイトとなるスコット・ディクソン、ケイシー・メアーズとともにデイトナ24時間レースを制した。
その2006年、ウェルドンは、ホームステッド＝マイアミでエリオ・カストロネベスを0.014秒差で下してシーズンをスタートしたが、次戦セント・ピーターズバーグではセーフティカーラン中にサム・ホーニッシュJrと接触してリタイヤした。2006年のIRLシーズン終了時、ウェルドンとホーニッシュJrのポイントは475点で並んでいたが、勝利数の差でチャンピオンが決定した。ホーニッシュJrはこのシーズン4勝を挙げたがウェルドンは2勝に留まったため、2006年のIRLチャンピオンはホーニッシュJrのものとなった。
接戦となったこのシーズン中、ウェルドンはF1のBMWザウバーからオファーを受けた。しかしレギュラーシートが保証されないことが分かると、ウェルドンはこれを謝絶した。「私は本当にF1でレースがしたい。チップとの契約が満了したら、F1のことを真剣に検討するだろう」。

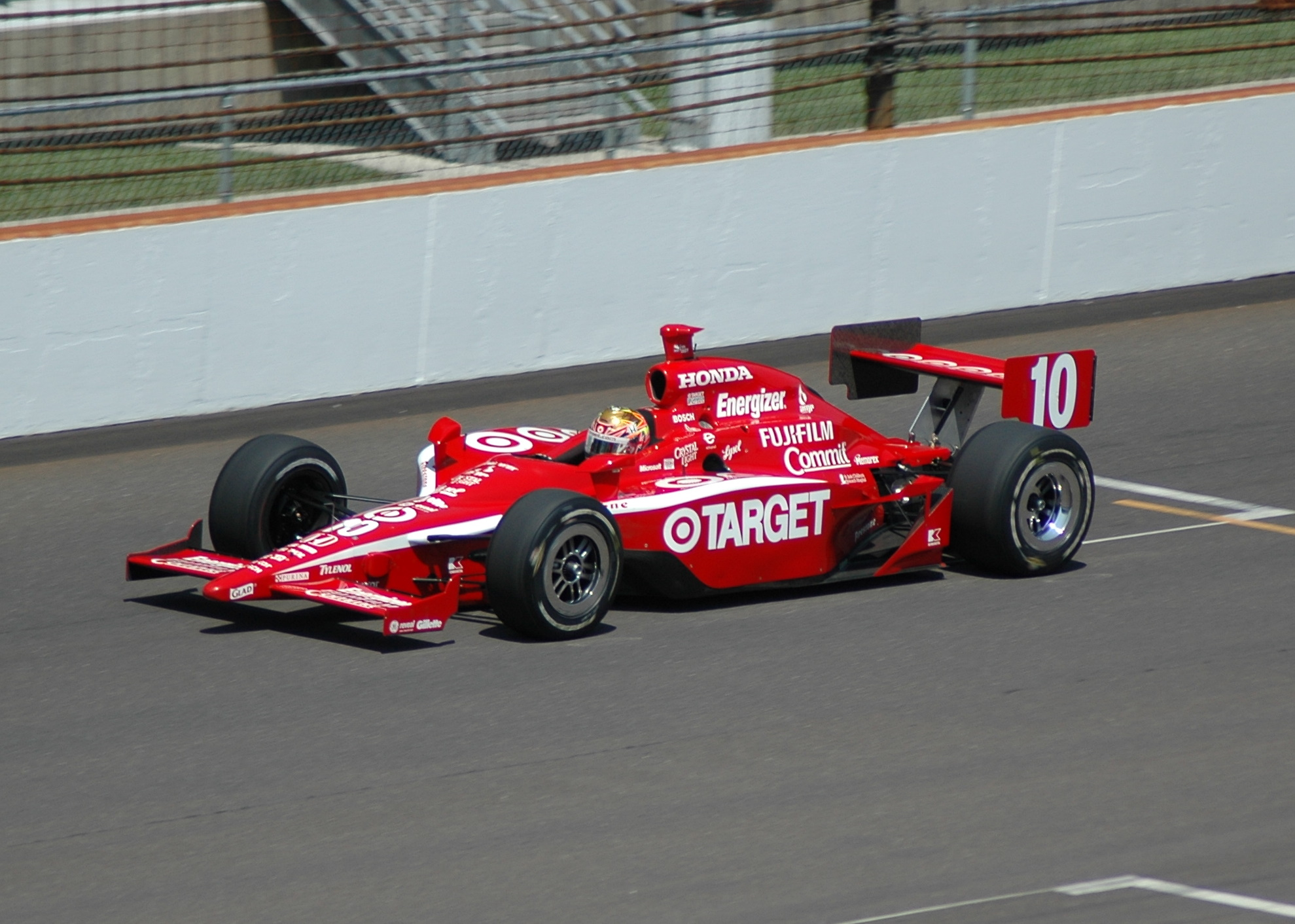
2007年インディ500のプラクティスを走行するウェルドン

2007年に、ウェルドンは、気難しい（difficult）と認知されていることについて「私は私のレースに全精力を傾けていて、周囲にも同じだけの支援を期待している。もし全精力を傾けていない人物が居たら、ためらわずにそう伝える。ただしこれは時に不作法なことであるので、これから少しは改善すると思う」と述べた。
2008年6月2日、ウェルドンは30歳になる誕生日にアイオワで行われたレースで、武藤英紀とマルコ・アンドレッティを下してインディカーでの通算15勝目を挙げた。ウェルドンはその賞金をレース直前の時期にアイオワで発生した竜巻と洪水の被害者のために寄付した。しかし、このシーズンでチップ・ガナッシを離れることとなり、これがガナッシでの最後の勝利となった。
2008年9月2日、ウェルドンはガナッシのチームを去ると発表された。ウェルドンの後任はダリオ・フランキッティである。ウェルドンは「私はこの3シーズンをターゲット・チップ・ガナッシ・レーシングで楽しんだ。しかし、2009年のとてもエキサイティングな機会を追求することにした」と述べた。その後、ウェルドンは古巣であるパンサー・レーシングに復帰することが明らかになった。シーズン最終戦後に行われたノンタイトル戦には、ウェルドンはパンサーから出走した。
2009年、2010年とパンサー・レーシングから参戦している。トップチームとは言えない体制で上位になかなか上がれないレースが続いたが、インディ500では2年とも2位に入る結果を見せている。しかしシーズンを通して上位争いはできず、ランキングはそれぞれ10位・9位にとどまり、2010年シーズン終了をもってパンサー・レーシングから離脱した。
2011年はシートを失うも、インディ500にブライアン・ハータ・オートスポーツからスポット参戦し、劇的な逆転優勝を飾った。8月からは2012年より導入される新型シャシのテストドライバーを務めた。

### 事故死とその後
10月16日の最終戦ラスベガスにスポット参戦したウェルドンは、最後尾から優勝したら500万ドルが贈られる企画に挑戦するため最後尾からスタートする。
しかしハイバンクの1.5マイルのなかでこの年最多の34台が時速360 kmで密集して走るという異常な状況の中で12周目、ウェイド・カニンガムとジェームズ・ヒンチクリフの接触を発端にさらに後続の13台を巻き込む大クラッシュが発生する。この中でチャーリー・キンボールのマシンに乗り上げて宙を舞ったウェルドンのマシンは、さらにその下に滑り込んできたE.J.ヴィソのマシンに乗り上げ、それに運ばれるようにSAFERウォールの上のキャッチネットの支柱にコックピット側から叩きつけられてしまい、搬送先の病院で死亡が確認された。 33歳没。
皮肉にも、自らがテストを重ねた新シャーシ導入を翌年に控えての、現行シャーシ最終レースでの事故であった。また、この日の朝、NASCAR転向を表明したダニカ・パトリックに替わるドライバーとしてアンドレッティ・オートスポーツと複数年契約を交わしたばかりであった。
インディ史に残る名ドライバーの死にレースはそのまま中止、マシンが残ったドライバー全員による5周の追悼ラップがウェルドンに捧げられた。なお、ヒンチクリフの発案により、ウェルドンがテストを重ねた次期シャーシは彼への敬意を示し、その名前を取ることになりDW001の仮称を経て、最終的には2012年と合わせてDW12と正式に命名された。
2012年3月にはウェルドンが暮らしていたセントピーターズバーグ市街地コースのターン10からターン11までのストレート区間が「ダン・ウェルドン・ウェイ」と名付けられ、この年のレースで優勝したエリオ・カストロネベスは恒例の金網登りをこの場所で行い、ウェルドンに勝利を捧げている。

## エピソード
- 自身の初優勝がツインリンクもてぎでのホンダエンジン初勝利となり、翌年もこのレースを制するなど、もてぎとは相性がよく、参戦こそ叶わなかったが2011年のインディジャパン THE FINALの公式プログラムで「もてぎに最も愛された男」との特集が組まれたほどである。
- 2006年からはその名前をもじった「ダン・ウェル丼」[12]（とは言ってもどんぶりではない）なる限定メニューが登場するなど日本でも愛されたドライバーであった。
- オートバイ・ロードレースライダーのバレンティーノ・ロッシ同様、頻繁にヘルメットのデザインを変えていた。
- 長年、パーソナル・アシスタントをつとめレース活動を共にしてきたスージー・ベイムと2008年に結婚。長男セバスチャンが2009年2月、次男オリバーは2011年3月に誕生。
- 2007年ミルウォーキー戦で、左後方からインを差そうとしてきた女性ドライバーのダニカ・パトリックと接触。「彼女は抜ける位置にいなかった」とするウェルドンに、「完全に並んでいた」とパトリックは激昂。パトリックがウェルドンの身体を押して喧嘩沙汰寸前になった上にメディアを通じて批判合戦も展開、翌戦のテキサスではプロモーターが横断幕で「ウェルドンvsパトリック」を煽るほどであった。運営の裁定は両者ノーペナルティであった[13]。

## 記録

### インディ・ライツ
| 年     | チーム                 | 1     | 2     | 3      | 4     | 5      | 6     | 7     | 8     | 9     | 10    | 11   | 12    | 順位 | ポイント |
| ------ | ---------------------- | ----- | ----- | ------ | ----- | ------ | ----- | ----- | ----- | ----- | ----- | ---- | ----- | ---- | -------- |
| 2001年 | パックウェスト・ライツ | MTY 5 | LBH 2 | TXS 10 | MIL 3 | POR 10 | KAN 3 | TOR 7 | MDO 2 | STL 1 | ATL 1 | LS 5 | FON 2 | 2位  | 149      |

### インディカー・シリーズ
| 年     | チーム                               | シャシー | エンジン | 1      | 2      | 3      | 4        | 5       | 6       | 7      | 8      | 9      | 10     | 11     | 12     | 13     | 14     | 15     | 16     | 17     | 18    | 19      | 順位 | ポイント |
| ------ | ------------------------------------ | -------- | -------- | ------ | ------ | ------ | -------- | ------- | ------- | ------ | ------ | ------ | ------ | ------ | ------ | ------ | ------ | ------ | ------ | ------ | ----- | ------- | ---- | -------- |
| 2002年 | パンサー・レーシング                 | ダラーラ | シボレー | HMS    | PHX    | FON    | NZR      | INDY    | TXS     | PPIR   | RIR    | KAN    | NSH    | MIS    | KTY    | STL    | CHI 10 | TX2 15 |        |        |       |         | 36位 | 35       |
| 2003年 | アンドレッティ・グリーン・レーシング | ダラーラ | ホンダ   | HMS    | PHX    | MOT 7  | INDY 19  | TXS 20  | PPIR 19 | RIR 8  | KAN 21 | NSH 4  | MIS 20 | STL 5  | KTY 8  | NZR 7  | CHI 4  | FON 4  | TX2 3  |        |       |         | 11位 | 312      |
| 2004年 | アンドレッティ・グリーン・レーシング | ダラーラ | ホンダ   | HMS 3  | PHX 3  | MOT 1  | INDY 3   | TXS 13  | RIR 1   | KAN 9  | NSH 13 | MIL 18 | MIS 3  | KTY 3  | PPIR 3 | NZR 1  | CHI 4  | FON 3  | TX2 3  |        |       |         | 2位  | 533      |
| 2005年 | アンドレッティ・グリーン・レーシング | ダラーラ | ホンダ   | HMS 1  | PHX 6  | STP 1  | MOT 1    | INDY 1  | TXS 6   | RIR 5  | KAN 2  | NSH 21 | MIL 5  | MIS 2  | KTY 3  | PPIR 1 | SNM 18 | CHI 1  | WGL 5  | FON 6  |       |         | 1位  | 618      |
| 2006年 | チップ・ガナッシ・レーシング         | ダラーラ | ホンダ   | HMS 1  | STP 16 | MOT 2  | INDY 4   | WGL 15  | TXS 3   | RIR 9  | KAN 2  | NSH 2  | MIL 8  | MIS 3  | KTY 4  | SNM 6  | CHI 1  |        |        |        |       |         | 2位a | 475      |
| 2007年 | チップ・ガナッシ・レーシング         | ダラーラ | ホンダ   | HMS 1  | STP 9  | MOT 2  | KAN 1    | INDY 22 | MIL 3   | TXS 15 | IOW 11 | RIR 3  | WGL 7  | NSH 8  | MDO 10 | MIS 12 | KTY 17 | SNM 7  | DET 3  | CHI 13 |       |         | 4位  | 466      |
| 2008年 | チップ・ガナッシ・レーシング         | ダラーラ | ホンダ   | HMS 3  | STP 12 | MOT1 4 | LBH1 DNP | KAN 1   | INDY 12 | MIL 4  | TXS 4  | IOW 1  | RIR 4  | WGL 24 | NSH 2  | MDO 17 | EDM 7  | KTY 5  | SNM 4  | DET 20 | CHI 6 |         | 4位  | 492      |
| 2008年 | パンサー・レーシング                 | ダラーラ | ホンダ   |        |        |        |          |         |         |        |        |        |        |        |        |        |        |        |        |        |       | SRF2 11 | 4位  | 492      |
| 2009年 | パンサー・レーシング                 | ダラーラ | ホンダ   | STP 14 | LBH 5  | KAN 10 | INDY 2   | MIL 10  | TXS 7   | IOW 4  | RIR 10 | WGL 10 | TOR 14 | EDM 15 | KTY 11 | MDO 16 | SNM 12 | CHI 22 | MOT 8  | HMS 21 |       |         | 10位 | 354      |
| 2010年 | パンサー・レーシング                 | ダラーラ | ホンダ   | SAO 5  | STP 20 | ALA 11 | LBH 9    | KAN 15  | INDY 2  | TXS 9  | IOW 11 | WGL 6  | TOR 10 | EDM 20 | MDO 14 | SNM 25 | CHI 2  | KTY 3  | MOT 10 | HMS 9  |       |         | 9位  | 388      |
| 2011年 | ブライアン・ハータ・オートスポーツ   | ダラーラ | ホンダ   | STP    | ALA    | LBH    | SAO      | INDY 1  | TXS1    | TXS2   | MIL    | IOW    | TOR    | EDM    | MDO    | NWH    | SNM    | BAL    | MOT    |        |       |         | 28位 | 75       |
| 2011年 | サム・シュミット・モータースポーツ   | ダラーラ | ホンダ   |        |        |        |          |         |         |        |        |        |        |        |        |        |        |        |        | KTY 14 | LVS C |         | 28位 | 75       |

a サム・ホーニッシュJr.とウェルドンは475ポイントで並んだが、ホーニッシュは4勝を挙げたのに対しウェルドンは2勝であったため、ホーニッシュがタイトルを獲得した。
1 同日に開催された
2 ノンタイトル戦
| 年数 | チーム数 | レース数 | PP数 | 勝利数 | 表彰台 (勝利以外)** | トップ10 (表彰台以外)*** | インディ500勝利数 | チャンピオン獲得数 |
| ---- | -------- | -------- | ---- | ------ | ------------------- | ------------------------ | ----------------- | ------------------ |
| 10   | 5        | 133      | 5    | 16     | 27                  | 50                       | 2 (2005, 2011)    | 1 (2005)           |

** 表彰台(勝利以外)：2位または3位
*** トップ10
(表彰台以外)：4位から10位まで

#### インディ500
| 年     | シャシー | エンジン | スタート | フィニッシュ | チーム                             | 備考                         |
| ------ | -------- | -------- | -------- | ------------ | ---------------------------------- | ---------------------------- |
| 2003年 | ダラーラ | ホンダ   | 5        | 19           | アンドレッティ・グリーン           | ターン4でクラッシュ          |
| 2004年 | ダラーラ | ホンダ   | 2        | 3            | アンドレッティ・グリーン           | 完走                         |
| 2005年 | ダラーラ | ホンダ   | 16       | 1            | アンドレッティ・グリーン           | 完走; 157.603 mph            |
| 2006年 | ダラーラ | ホンダ   | 3        | 4            | チップ・ガナッシ・レーシング       | 完走                         |
| 2007年 | ダラーラ | ホンダ   | 6        | 22           | チップ・ガナッシ・レーシング       | バックストレッチでクラッシュ |
| 2008年 | ダラーラ | ホンダ   | 2        | 12           | チップ・ガナッシ・レーシング       | 完走                         |
| 2009年 | ダラーラ | ホンダ   | 18       | 2            | パンサー・レーシング               | 完走                         |
| 2010年 | ダラーラ | ホンダ   | 18       | 2            | パンサー・レーシング               | 完走                         |
| 2011年 | ダラーラ | ホンダ   | 6        | 1            | ブライアン・ハータ・オートスポーツ | 完走; 170.265 mph            |